# متروی جنوا
متروی جنوا (ایتالیایی: Metropolitana di Genova) سیستم قطار شهری زیرزمینی در شهر جنوا، ایتالیا است.
این مترو که در سال ۱۹۹۰ تأسیس شده، دارای ۱ خط، ۸ ایستگاه و ۷٫۱ کیلومتر طول می‌باشد.

## نگارخانه

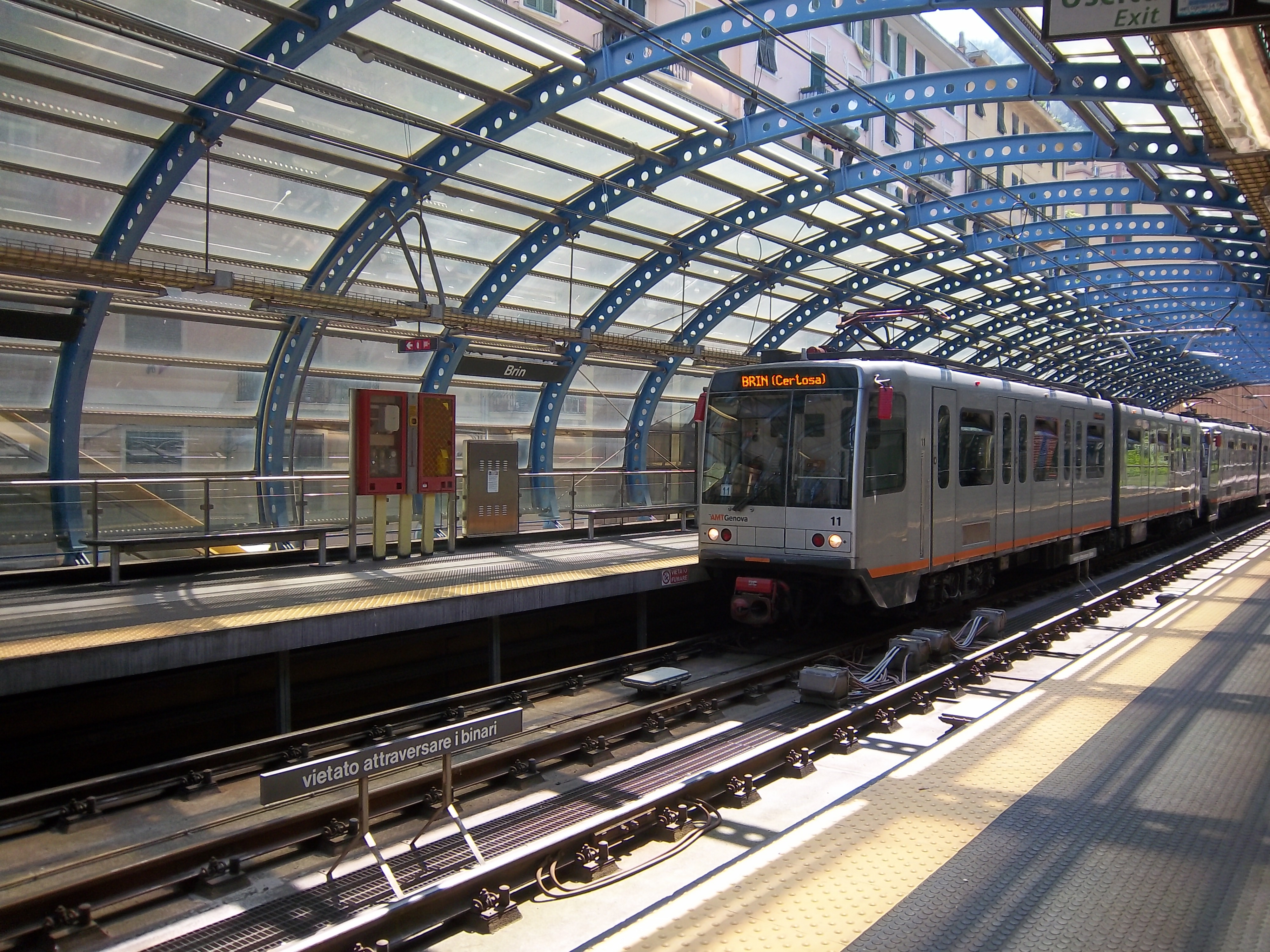
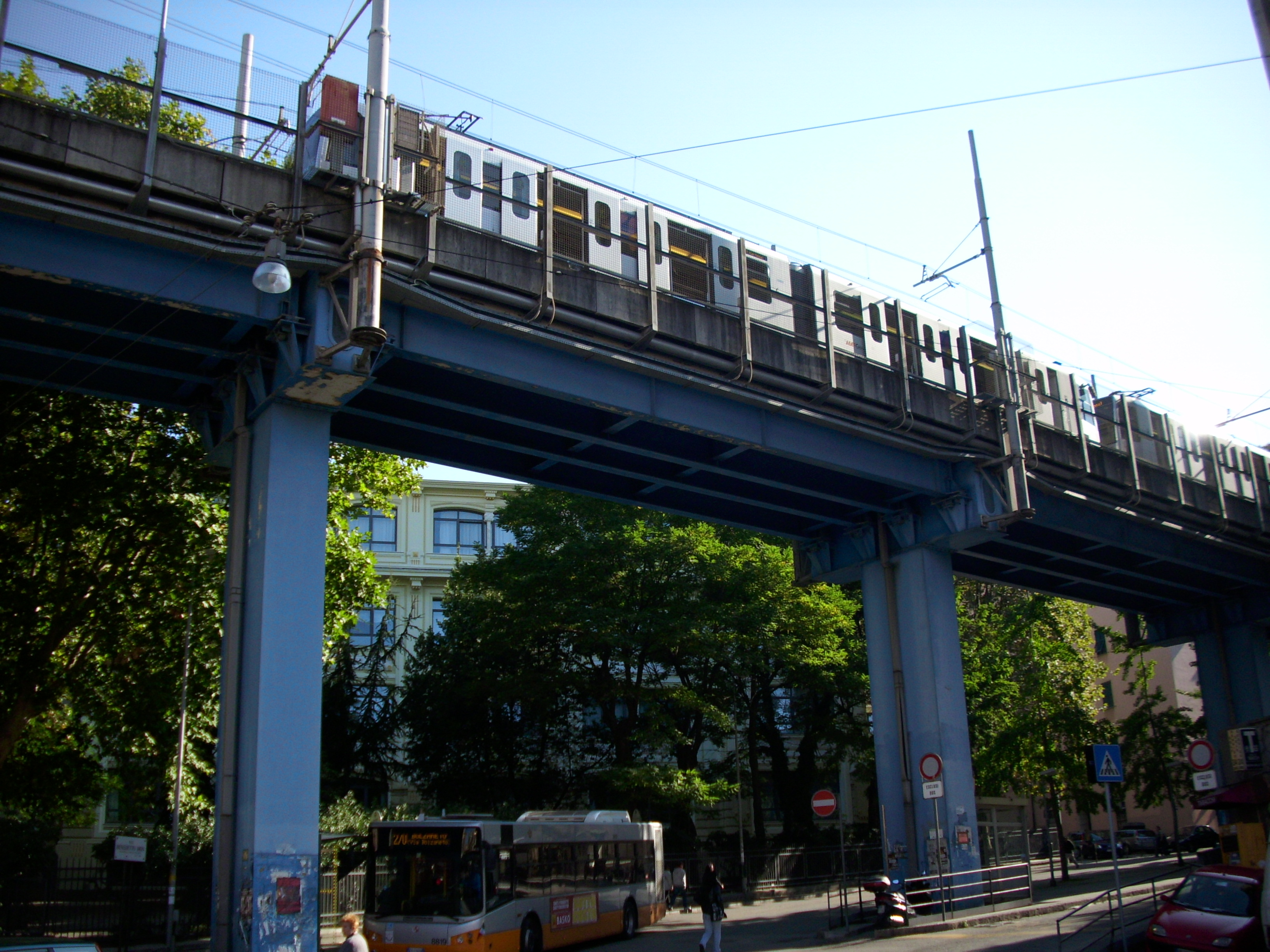
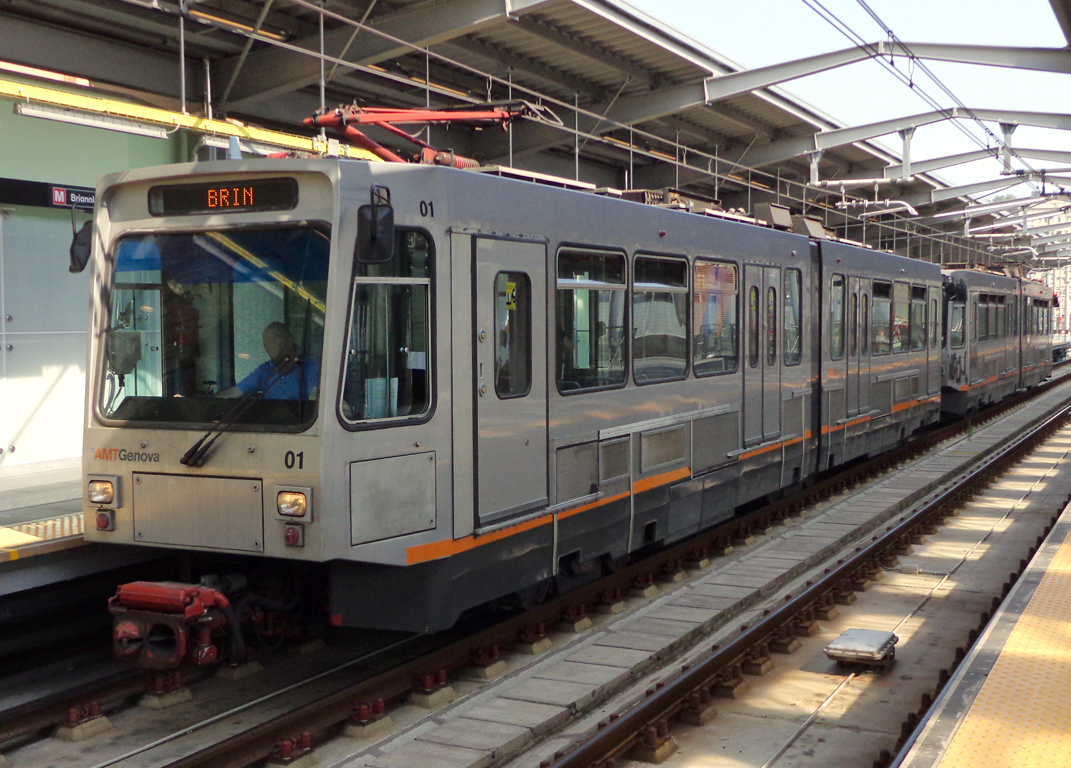
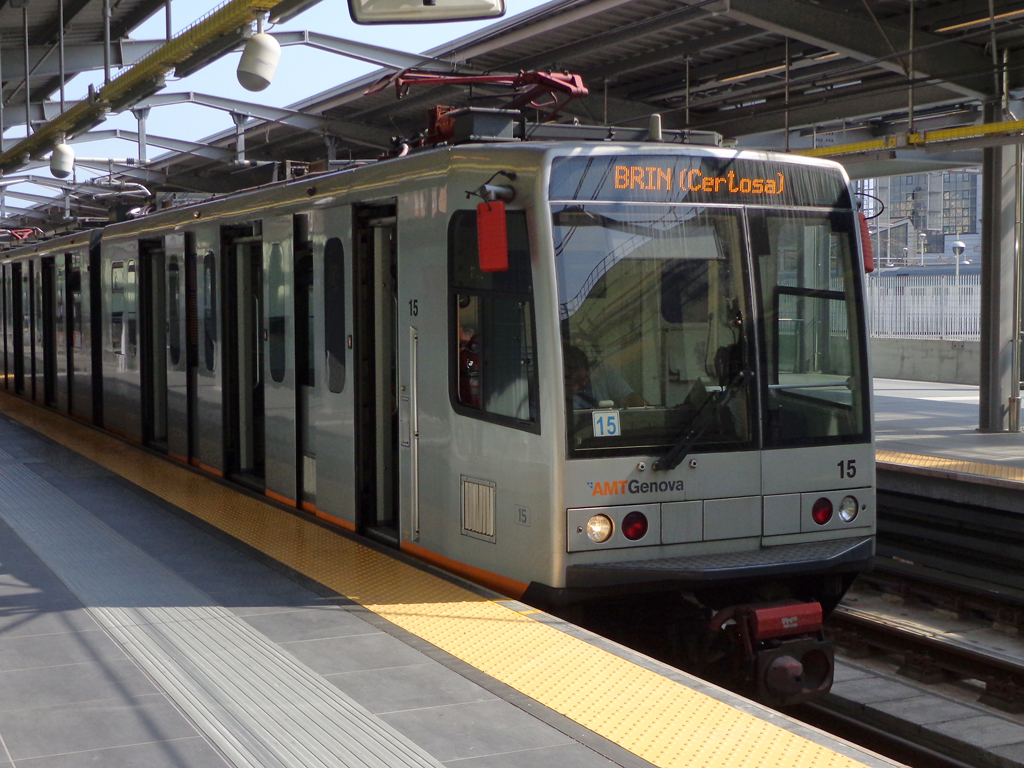
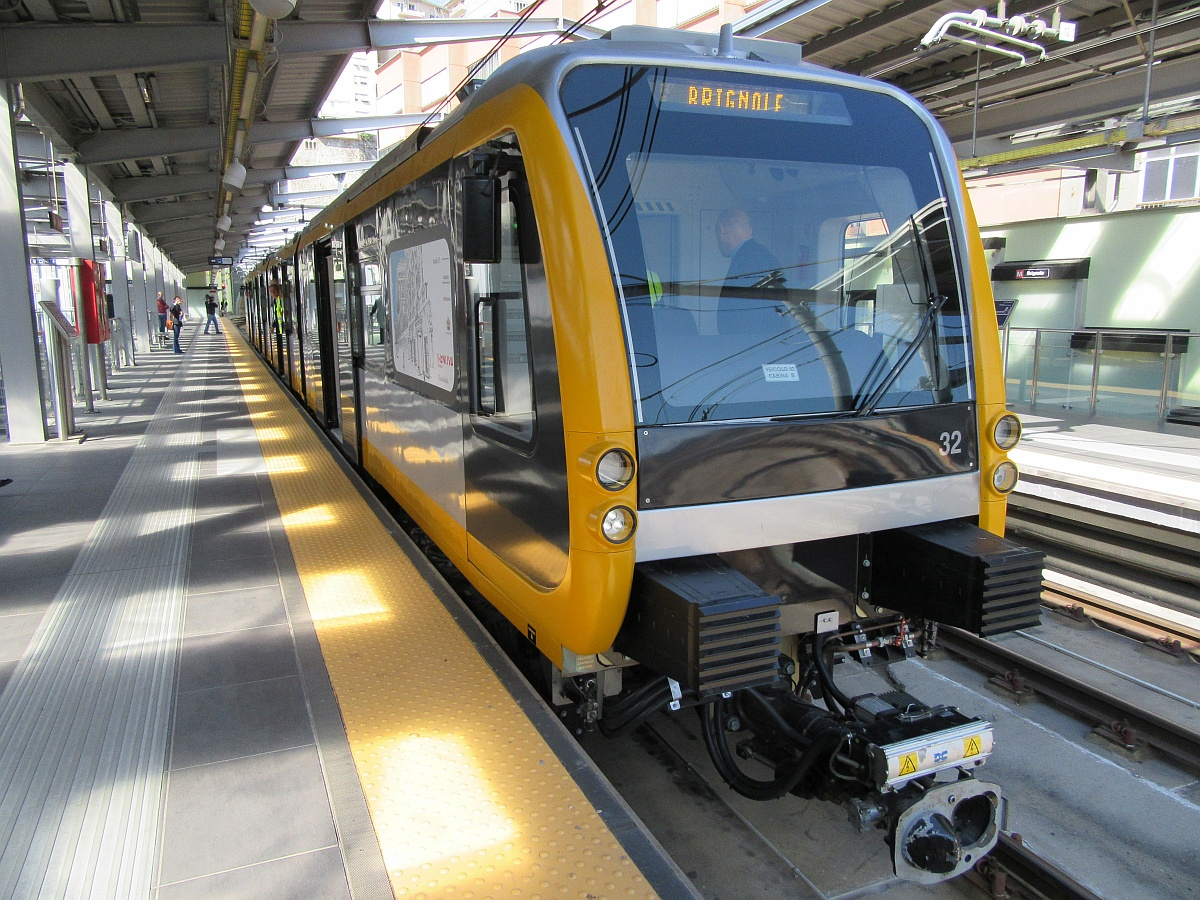
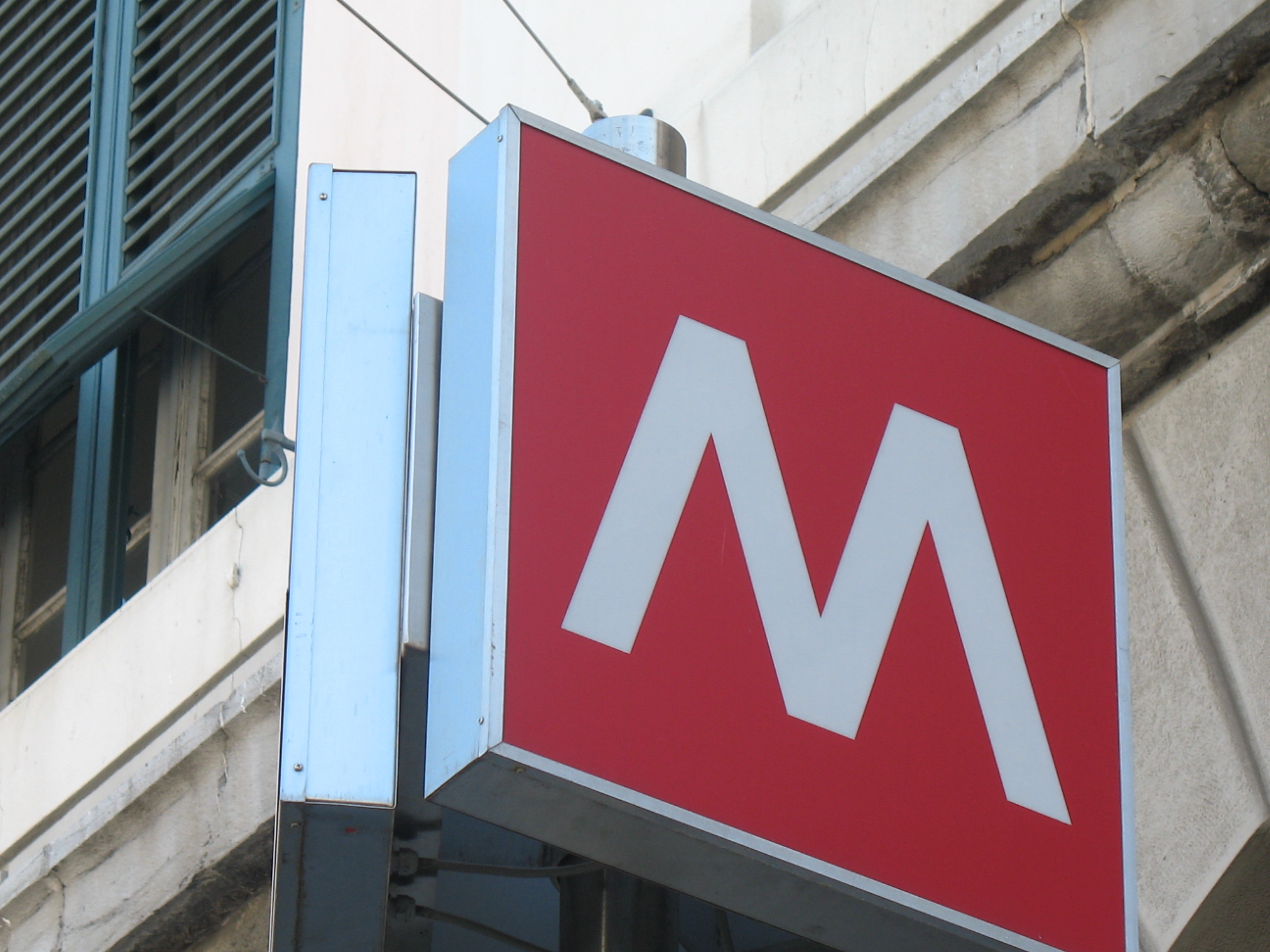